# Горња Лопушња
Горња Лопушња је насеље у Србији у општини Власотинце у Јабланичком округу. Према попису из 2022. било је 21 становник.

## Положај и тип
Г. Лопушња је мало село на граници Грделичке клисуре према сливу Власине. Околна насеља су Ново Село, Д. Лопушња и Добро Поље (слив Власине). Станковци водом се снабдевају из већег броја извора. Познатији извори зову се: Обзнаник, Ивков кладенац, Сува Чешма, Јусин Кладенац, Кобилски кладенац.
Називи потеса на атару су: Шаварина бара, Огорела чука , Букова глава, Илијина падина, Глог, Шилегарник, Белутак, Полом, Кичина Чука, Мртвица, Коњарник, Цојин брег, Прокоп, Лијач, Бајиново ориште, Дел, Заједница, Преслап, Црквиште, Селиште.
Село је разбијенoг типа. При подизању кућа водило се рачуна да имања буду што ближе. Због тога су куће растурене и из овог села неприметно се прелази у околна насеља. Махале се зову по родовима, на пример: Деда Станковска, Богдановска, Павловска, итд. Укупно Г. Лопушња има 55 домова (1961).

## Старине и прошлост
У Г. Лопушњи постоје различите старине и карактеристични топографски називи. Они указују да је овде било становника још у раније доба.
На потезу Селиште у источном делу насеља говори се, како су некада живели становници „од наше вере“ звани „Џидови“. Верује се да су то били високи људи. Њих је једном „турска држава попалила и уништила“. Сада се познају слаби остаци од око 30 некадашњих кућа.
На месту Црквиште, такође у источном делу села, становници кажу, да се познаје олтар од некадашње цркве. У близини Црквишта ископаване су „тугле" и земљане водоводне цеви. Недалеко од ових старина постоје локалитети Прокоп и Гузевје. На Прокопу налажени су стари гробови.
По садашњем становништву Г. Лопушња је младо село. Прво се ту населио неки деда Милисав. То је били на крају XVIII века. Од њега се „запатио“ највећи део становништва. Око 1890. г. село је имало 13 српских кућа.
Потез 3аједница име је добио још за време Турака. Тамо су биле „бачевине" целог села. Заједница сада је подељена и обрађена. Јусеин Кладенац име је добио по некoм муслиману. Он је био власник земље око поменутог извора. Сеоска слава у Г. Лопушњи је на Духове.

## Демографија
У насељу Горња Лопушња живи 65 пунолетних становника, а просечна старост становништва износи 55,4 година (51,6 код мушкараца и 58,7 код жена). У насељу има 31 домаћинство, а просечан број чланова по домаћинству је 2,16.
Ово насеље је у потпуности насељено Србима (према попису из 2002. године).
|  |

| Демографија | Демографија | Демографија |
| Година      | Становника  | Становника  |
| ----------- | ----------- | ----------- |
| 1948.       | 261         |             |
| 1953.       | 289         |             |
| 1961.       | 318         |             |
| 1971.       | 347         |             |
| 1981.       | 250         |             |
| 1991.       | 138         | 138         |
| 2002.       | 67          | 67          |
| 2011.       | 37          |             |
| 2022.       | 21          |             |

| Етнички састав према попису из 2002.‍ | Етнички састав према попису из 2002.‍ | Етнички састав према попису из 2002.‍ | Етнички састав према попису из 2002.‍ | Етнички састав према попису из 2002.‍ |
| ------------------------------------ | ------------------------------------ | ------------------------------------ | ------------------------------------ | ------------------------------------ |
|                                      |                                      |                                      |                                      |                                      |
| Срби                                 | Срби                                 |                                      | 67                                   | 100,0%                               |

| Година пописа     | 1948. | 1953. | 1961. | 1971. | 1981. | 1991. | 2002. |
| ----------------- | ----- | ----- | ----- | ----- | ----- | ----- | ----- |
| Број домаћинстава | 46    | 50    | 54    | 78    | 64    | 45    | 31    |

| Број чланова      | 1  | 2  | 3 | 4 | 5 | 6 | 7 | 8 | 9 | 10 и више | Просек |
| ----------------- | -- | -- | - | - | - | - | - | - | - | --------- | ------ |
| Број домаћинстава | 11 | 11 | 4 | 3 | 2 | 0 | 0 | 0 | 0 | 0         | 2,16   |

| Пол    | Укупно | Неожењен/Неудата | Ожењен/Удата | Удовац/Удовица | Разведен/Разведена | Непознато |
| ------ | ------ | ---------------- | ------------ | -------------- | ------------------ | --------- |
| Мушки  | 31     | 10               | 19           | 2              | 0                  | 0         |
| Женски | 34     | 2                | 19           | 12             | 1                  | 0         |
| УКУПНО | 65     | 12               | 38           | 14             | 1                  | 0         |

| Пол    | Укупно                    | Пољопривреда, лов и шумарство | Рибарство                            | Вађење руде и камена | Прерађивачка индустрија       |
| ------ | ------------------------- | ----------------------------- | ------------------------------------ | -------------------- | ----------------------------- |
| Мушки  | 20                        | 11                            | 0                                    | 0                    | 0                             |
| Женски | 7                         | 7                             | 0                                    | 0                    | 0                             |
| УКУПНО | 27                        | 18                            | 0                                    | 0                    | 0                             |
| Пол    | Производња и снабдевање   | Грађевинарство                | Трговина                             | Хотели и ресторани   | Саобраћај, складиштење и везе |
| Мушки  | 0                         | 9                             | 0                                    | 0                    | 0                             |
| Женски | 0                         | 0                             | 0                                    | 0                    | 0                             |
| УКУПНО | 0                         | 9                             | 0                                    | 0                    | 0                             |
| Пол    | Финансијско посредовање   | Некретнине                    | Државна управа и одбрана             | Образовање           | Здравствени и социјални рад   |
| Мушки  | 0                         | 0                             | 0                                    | 0                    | 0                             |
| Женски | 0                         | 0                             | 0                                    | 0                    | 0                             |
| УКУПНО | 0                         | 0                             | 0                                    | 0                    | 0                             |
| Пол    | Остале услужне активности | Приватна домаћинства          | Екстериторијалне организације и тела | Непознато            | Непознато                     |
| Мушки  | 0                         | 0                             | 0                                    | 0                    | 0                             |
| Женски | 0                         | 0                             | 0                                    | 0                    | 0                             |
| УКУПНО | 0                         | 0                             | 0                                    | 0                    | 0                             |